# PRR29
PRR29‏ (Proline rich 29) هوَ بروتين يُشَفر بواسطة جين PRR29 في الإنسان.